# Carpineto
Carpineto är en kommun i departementet Haute-Corse på ön Korsika i Frankrike. Kommunen ligger i kantonen Orezza-Alesani som tillhör arrondissementet Corte. År 2022 hade Carpineto 37 invånare.

## Befolkningsutveckling
Antalet invånare i kommunen Carpineto
Referens:INSEE